# Eblaitščina
Eblaitščina ali stara sirščina je izumrli semitski jezik, ki se je govoril v 3. tisočletju pr. n. št. v severni Siriji.  Ime je dobil po mestu Ebla v sodobni zahodni Siriji. Različici eblaitščine sta se govorili tudi v Mariju in Nagarju.  Po mnenju Cyrusa H. Gordona se  jezik ni govoril prav pogosto, ampak je bil predvsem pisna lingua franca v vzhodno in zahodnosemitskih zadevah.

## Klasifikacija
Eblaitščina je bila opisana kot vzhodnosemitski ali severnosemitski jezik. Jezikoslovci so opazili veliko tudi  podobnost s predsargonsko akadščino in še preučujejo povezave med njima. 

### Severnosemitska klasifikacija
Edward Lipiński trdi, da v 3. tisočletju pr. n. št. ni bilo jasne meje med vzhodnosemitskimi in zahodnosemitskimi jeziki. Eblaitščino ima za prasirščino in podobnosti z akadščino razlaga z isto pisavo, ki so si jo oboji sposodili od Sumercev. Lipiński ločuje eblaitščino od akadščine. Slednjo uvršča med vzhodnosemitske jezike, eblaitščino,  amoritščino in ugaritščino  pa v družino  severnosemitskih jezikov.

### Vzhodnosemitska klasifikacija
Nekateri znanstveniki, med njimi Richard I. Caplice, Ignace Gelb in John Huehnergard, prištevajo eblaitščino k vzhodnosemitskim jezikom in v njej ne vidijo zgodnjega akadskega narečja,  ker so med njo in drugimi akadskimi narečji znatne razlike.
Manfred Krebernik trdi, da je eblaitščina tako tesno povezana z akadščino, da se jo lahko šteje za zgodnje akadsko narečje, čaprav so nekatera imena, ki se pojavljajo v tablicah, severozahodnosemitska.
Zagovorniki vzhodnosemitske klasifikacije imajo eblaitščino za jezik, ki ima značilnosti zahodnosemitskih  in vzhodnosemitskih jezikov. Slovnično je eblaitščina bliže akadščini, leksično in v nekaterih slovničnih oblikah pa zahodnosemitskim jezikom.